# Fehéroldalú tündérkolibri
A fehéroldalú tündérkolibri (Oreotrochilus leucopleurus) a madarak osztályának sarlósfecske-alakúak (Apodiformes)  rendjébe és a kolibrifélék (Trochilidae) családjába tartozó faj.

## Rendszerezése
A fajt John Gould angol ornitológus írta le 1847-ben.

## Előfordulása
Dél-Amerikában, az Andok déli részén, Argentína, Bolívia és Chile területén honos. Természetes élőhelyei a szubtrópusi és trópusi magaslati füves puszták és cserjések. Állandó, nem vonuló faj.

## Megjelenése
Testhossza 15 centiméter.
|  |

## Természetvédelmi helyzete
Az elterjedési területe nagyon nagy, egyedszáma pedig stabil. A Természetvédelmi Világszövetség Vörös listáján nem fenyegetett fajként szerepel.